# ماریا ترزای اسپانیا
ماریا ترزا از اسپانیا (اسپانیایی: María Teresa‎; فرانسوی: Marie-Thérèse‎;  (زادهٔ ۱۰ سپتامبر ۱۶۳۸ – درگذشتهٔ ۳۰ ژوئیه ۱۶۸۳) ملکه فرانسه و ناوار به عنوان اولین همسر لوئی چهاردهم بود. مشهور است که پنج فرزند از شش فرزندش در کودکی مردند.
ماری ترزا یک اینفانت از اسپانیا بود، این لقب به جوانترین پسر یا دختر پادشاه پرتقال و اسپانیا داده می‌شد، در ال اسکوریال اسپانیا به دنیا آمد، او دختر فلیپه چهارم، پادشاه اسپانیا و الیزابت بوربون بود که در هنگام مرگ مادرش، الیزابت، ماریا ترزا شش سال بیشتر نداشت. به عنوان یک عضو از خاندان هابسبورگ، ماریا ترزا پس از آن از عنوان آرشیدوشس اتریش استفاده کرد.